# 入営
入営（にゅうえい）は、兵役義務者または志願によって兵役に編入される者がその服役のためにはじめて兵営にはいることである。

## 大日本帝国の場合
海軍兵はまず海兵団にはいるから入団という。現役兵は入営し在営するにおよんで軍事上の勤務に服する。
入営は陸軍大臣および海軍大臣のさだめるところによる。

### 入営期日
一般現役兵の入営期日は徴集年の翌年1月10日が通常であるが、兵種もしくは師団によって期日を異にし、あるいは期をわかちて入営させるものがある。すなわち近衛、第19、第20の各師団、台湾および独立守備隊の歩兵は12月1日と6月1日との2回に入営し、第19師団の各兵科（歩兵、電信兵および輜重特務兵をのぞく）は12月10日に入営する。
輜重兵特務兵は4期もしくは5期にわかちて入営し、看護兵および磨工兵は1月10日（第19師団は12月10日）、補助看護兵は内地各師団（第7師団をのぞく）は9月1日、第7師団は8月1日に入営する。
なお、入営の際に必需品を入れた袋を、陸軍では奉公袋、海軍では応召袋といった。

### 入営延期
同一家族から2人以上現役兵として同時に在営するため家事上支障あるときは、1人の在営期間中他の者の入営を延期することができ、現役兵として入営すべき者が疾病その他避くべからざる事故により入営しがたきとき等には31日以内（兵種によりその期間を別に規定する）入営を延期する。
なお、1931年、入営または応召者の職業の保障のため入営者職業保障法が制定された。